# Myriam Boyer
Myriam Boyer (Lione, 23 maggio 1948) è un'attrice, regista, sceneggiatrice e produttrice cinematografica francese.

## Biografia
Nata a Lione, proveniente da una famiglia povera, ha un'infanzia molto difficile: sua madre è malata e disabile e suo padre è alcolizzato e violento. Inizia a lavorare a 16 anni in alcuni locali e come dattilografa in varie aziende, tra cui la Peugeot. A 17 anni subisce un'ustione di terzo grado alla mano mentre lavora in una gioielleria. Successivamente riesce a farsi assumere come comparsa nel Théâtre du Cothurne e prende lezioni di recitazione al Théâtre de la Cité de Villeurbanne, dove viene notata da Agnès Varda.
Nel 1968 recita nella serie televisiva Le Cinq Dernières Minutes e nel 1970 è nel film Nausicaa, assieme a Gérard Depardieu. Tra gli altri film in cui appare, Niente di grave, suo marito è incinto (1973) di Jacques Demy, e Il fascino del delitto (1979) di Alain Corneau, che le vale la candidatura al Premio César per la migliore attrice non protagonista. Nel 1997 vince il suo primo Premio Molière per la migliore attrice per Chi ha paura di Virginia Woolf? di Edward Albee e nel 2008 il suo secondo per La Vie devant soi. Nel 2010 recita in Le Bruit des glaçons di Bertrand Blier.

## Vita privata
Nel 1966 sposa l'attore Roger Cornillac, da cui ha un figlio, Clovis Cornillac, e da cui si separa nel 1972. Nel 1975 sposa il regista John Berry, da cui ha un figlio, Arny. Vedova di Berry dal 1999, nel 2010 sposa l'attore Philippe Vincent.

## Filmografia parziale

### Attrice

#### Cinema
- Nausicaa, regia di Agnès Varda (1971)
- Niente di grave, suo marito è incinto, regia di Jacques Demy (1973)
- La nuora, regia di Jean-Pierre Mocky (1974)
- Il pleut toujours où c'est mouillé, regia di Jean-Daniel Simon (1974)
- Tre amici, le mogli e (affettuosamente) le altre, regia di Claude Sautet (1974)
- Cinque matti vanno in guerra, regia di Claude Zidi (1974)
- ...E la notte si tinse di sangue, regia di Denis Héroux (1976)
- Jonas che avrà vent'anni nel 2000, regia di Alain Tanner (1976)
- La prima comunione di Julien, regia di René Féret (1977)
- Slip, regia di Michel Lang (1978)
- Il fascino del delitto, regia di Alain Corneau (1979)
- Viva la vita, regia di Claude Lelouch (1984)
- Golden Eighties, regia di Chantal Akerman (1986)
- Troppo bella per te!, regia di Bertrand Blier (1989)
- Uranus, regia di Claude Berri (1990)
- Tutte le mattine del mondo, regia di Alain Corneau (1991)
- Un cuore in inverno, regia di Claude Sautet (1992)
- Uno, due, tre, stella!, regia di Bertrand Blier (1993)
- Le plus bel âge..., regia di Didier Haudepin (1995)
- Roman de gare, regia di Claude Lelouch (2007)
- Nemico pubblico N. 1 - L'istinto di morte, regia di Jean-François Richet (2008)
- Nemico pubblico N. 1 - L'ora della fuga, regia di Jean-François Richet (2008)
- Le Bruit des glaçons, regia di Bertrand Blier (2010)
- Monsieur Papa, regia di Kad Merad (2011)
- Doppio amore, regia di François Ozon (2017)
- Fuga da Villa Arzilla (Les Vieux Fourneaux), regia di Christophe Duthuron (2018)
- Mon Crime - La colpevole sono io (Mon Crime), regia di François Ozon (2023)

#### Televisione
- Les enquêtes du commissaire Maigret (1971)
- Le evasioni celebri (1972)
- Le brigate del tigre (1974)
- Julien Fontanes, magistrato (1985)
- Il commissario Maigret (1992)
- Julie Lescaut (1996)
- Fred Vargas: Crime Collection (2008)

### Sceneggiatrice
- La mère Christain (1998)
- Peurs (2004)
- La vie devant soi (2010)

### Regista
- La mère Christain (1998)
- Peurs (2004)
- La vie devant soi (2010)

### Produttrice
- Le voyage à Paimpol (1985)
- Il y a maldonne (1988)
- La mère Christain (1998)

## Teatro
- Combat de nègre et de chiens di Bernard-Marie Koltès, regia di Patrice Chéreau (1983)
- Le Suicidé di Nikolaj Ėrdman, regia di Claude Stratz (1987)
- Woyzeck di Georg Büchner, regia di Daniel Benoin (1988)
- La morte di Danton di Georg Büchner, regia di Klaus Michael Grüber (1989)
- L'anima buona di Sezuan, regia di Bertolt Brecht, regia di Bernard Sobel (1990)
- Roberto Zucco di Bernard-Marie Koltès, regia di Bruno Boëglin (1991)
- Le Retour au désert di Bernard-Marie Koltès, regia di Jaques Nichet (1995)
- Chi ha paura di Virginia Woolf? di Edward Albee, regia di John Berry (1996)
- Viol di Danièle Sallenave, regia di Brigitte Jaques-Wajeman (1999)
- Misery di Stephen King, regia di Daniel Benoin (2002)
- I monologhi della vagina di Eve Ensler, regia di Isabelle Rattier (2005)
- La casa di Bernarda Alba di Federico García Lorca, regia di Yves Beaunesne (2020)

## Riconoscimenti

### Premio Molière
- 1992 – Candidatura alla migliore attrice non protagonista per Roberto Zucco
- 1997 – Migliore attrice per Chi ha paura di Virginia Woolf?
- 2005 – Candidatura alla migliore attrice per Je viens d'un pays de neige
- 2008 – Migliore attrice per La Vie devant soi
- 2015 – Candidatura alla migliore attrice in uno spettacolo di teatro privato per Chère Elena

### Premio César
- 1980 – Candidatura alla miglior attrice non protagonista per Il fascino del delitto
- 1994 – Candidatura alla miglior attrice non protagonista per Uno, due, tre, stella!

## Doppiatrici italiane
Nelle versioni in italiano dei suoi film, Myriam Boyer è stata doppiata da:
- Aurora Cancian in Nemico pubblico N. 1 - L'istinto di morte, Nemico pubblico N. 1 - L'ora della fuga, Mon crime - La colpevole sono io
- Paola Piccinato in Un cuore in inverno
- Lorenza Biella in Doppio amore